# Acta de la Haia
L'Acta de la Haia, dita igualment Decret d'abandonament (en neerlandès: Plakkaat van Verlatinghe) o Acta d'Abjuració (en neerlandès: Acte van Afzwering), va ser de facto la declaració d'independència de les Províncies Unides aleshores encara part dels Països Baixos espanyols. Amb aquest decret els Estats Generals dels Països Baixos van destituir Felip II de Castella, en conseqüència de la constitució proclamada amb la Unió d'Utrecht del 1579. Va ser promulgat a La Haia el 26 de juliol 1581 segons el text redactat a Anvers el 22 juliol del 1581 per l'eminent jurista i escrivà dels Estats, Jan van Asseliers.
El decret va descarregar els magistrats de totes les províncies de la Unió d'Utrecht del seu jurament de lleialtat al rei d'Espanya, perquè aquest no havia complert el seu deure i no va respectar els antics drets dels seus súbdits. Va ser la primera destitució d'un sobirà amb l'argument que havia romput el contracte social. Espanya perdia la primera colònia per intransigència.
Els Estats Generals dels Països Baixos van declarar que el seu sobirà, Felip II, havia violat els drets i llibertats i van desposseir-lo del tron que van considerar com verlaten (abandonat). Al principi encara es va cercar un sobirà alternatiu, com ara el duc d'Anjou Enric Hèrcules o Elisabet I d'Anglaterra, però com que ningú no va ser capaç o no va voler prendre el càrrec, el 1588 els Estats Generals van optar per la república, més aviat per manca d'alternatives que per principi.
El decret conté un exhaustiu preàmbul, en què s'explica la justificació ideològica i una llista detallada dels greuges vers el sobirà. Es va inspirar entre d'altres en el tractat hugonot Vindiciae contra tyrannos (Reivindicacions contra tirans) i altres texts de filòsofs monarcòmacs. Per la seva semblança amb la molt posterior Declaració d'Independència dels Estats Units d'Amèrica (1776) es força probable que Thomas Jefferson s'hauria inspirat, almenys parcialment, d'aquest decret.
Després d'una anàlisi hiperspectral del manuscrit el 2009 es va formular la hipòtesi que hi hauria pogut haver un segon autor, encara que no es va confirmar.
Extret de l'inici del Plakkaat
| «                                                           | (neerlandès) Alsoo een yegelick kennelick is, dat een Prince van den lande van Godt gestelt is hooft over zijne ondersaten, om deselve te bewaren ende beschermen van alle ongelijk, overlast ende ghewelt gelijck een herder tot bewaernisse van zijne schapen: En dat d'ondersaten niet en sijn van Godt geschapen tot behoef van den Prince om hem in alles wat hy beveelt, weder het goddelick of ongoddelick, recht of onrecht is, onderdanig te wesen en als slaven te dienen. En so wanneer hy sulx niet en doet, maer in stede van zijne ondersaten te beschermen, deselve soeckt te verdrucken, t'overlasten, heure oude vryheyt, privilegien ende oude herkomen te benemen, ende heur te gebieden ende gebruycken als slaven, moet ghehouden worden niet als Prince, maer als een tyran ende voor sulx nae recht ende redene magh ten minsten van zijne ondersaten, besondere by deliberatie van de Staten van den lande, voor egheen Prince meer bekent, maer verlaeten ende een ander in zijn stede tot beschermenisse van henlieden voor overhooft sonder misbruycken ghecosen werden. | (català) Tothom sap que Déu posa el Príncep d'un País com a cap dels seus súbdits, per protegir-los i preservar-los contra la mala fortuna, el desordre i la violència, com un pastor preserva les seves ovelles; i que Déu no va pas crear els súbdits per al Príncep ni per ser-li submisos o servir-lo com esclaus i per obeir-lo en tot el que mana, sigui diví o no, sigui just o injust. Si ans al contrari no fa això, i en lloc de protegir els seus súbdits, els oprimeix, els sobrecarrega de taxes, i els pren les seves antigues llibertats, privilegis i costums, i els mana i abusa com esclaus, no se l'ha de considerar com Príncep, sinó com un tirà. En aquest cas, amb dret i raó el poble pot almenys constatar que [el Príncep] l'ha abandonat i decidir que ja no el reconeix com a Príncep, especialment si el Parlament del país ho ha deliberat així. En aquest cas, pot cercar substituir-lo i triar-ne un altre per ser protegit sense abusos. | » |
| — Jan van Asseliers, Plakkaat van Verlatinghe 1581 (extret) | | |   |